# Hłuboczek Wielki (stacja kolejowa)
Hłuboczek Wielki (ukr. Глибочок-Великий, ros. Глубочек-Великий) – stacja kolejowa w miejscowości Hłuboczek Wielki, w rejonie tarnopolskim, w obwodzie tarnopolskim, na Ukrainie.
Stacja istniała przed II wojną światową.